# Dunaj, Krško
Dunaj este o localitate din comuna Krško, Slovenia, cu o populație de 38 de locuitori.